# Giỏ thị trường
Giỏ thị trường là một nhóm hàng hoá cố định với một tỉ lệ cố định. Nó thường được sử dụng để đo lường lạm phát - sự thay đổi giá trị của đồng tiền - của một nền kinh tế. Giỏ thị trường cũng đồng thời được sử dụng kết hợp với sức mua tương đương nhằm tính toán giá trị của đồng tiền ở những khu vực khác nhau. 

## Giỏ khách hàng
Loại giỏ thị trường được sử dụng phổ biến nhất bao gồm một nhóm những sản phẩm tiêu dùng được dùng để đo chỉ số tiêu dùng (CPI). Đó là những sản phẩm và dịch vụ điển hình được phân phối, phục vụ trên thị trường tiêu dùng. 
Ở Hoa Kỳ, những sản phẩm này được lựa chọn dựa trên Khảo sát chi tiêu của người tiêu dùng, thực hiện bởi Cục Thống kê Lao động thuộc Bộ Lao động Hoa Kỳ. Dữ liệu về giá cả được thu thập hàng tháng và được phân tích sâu hơn nữa bởi các chuyên gia.
Những lĩnh vực được bao hàm trong giỏ thị trường bao gồm:
- Đồ ăn và thức uống (ngũ cốc, sữa, cà phê, gà, rượu vang, đồ ăn vặt…)
- Nhà cửa (tiền thuê nhà hàng tháng, đồ nội thất, bàn ghế…)
- May mặc (áo và áo len, quần dài, quần ngắn, váy, trang sức…)
- Vận chuyển (phương tiện mới, tiền vé máy bay, tiền xăng, bảo hiểm phương tiện…)
- Chăm sóc sức khỏe (thuốc kê đơn, kính mắt và khám mắt, dịch vụ ở bệnh viện…)
- Giải trí (đồ chơi, dụng cụ thể dục, thú cưng và những sản phẩm dành cho thú cưng…)
- Giáo dục và liên lạc (học phí, cước điện thoại, phần mềm máy tính…)
- Hàng hoá và dịch vụ khác (chi phí đám tang, thuốc lá, cắt tóc và các dịch vụ chăm sóc tóc…)

## Những loại khác
Một số loại “giỏ” khác được sử dụng để xác định chỉ số giá sản xuất (PPI), cùng với đó là những chỉ số giá cả hàng hoá khác. 
Chỉ số giảm phát GDP là tỉ lệ một nhóm bao gồm tất cả hàng hoá lưu hành của một nền kinh tế với lượng hàng hoá được sản xuất hàng năm. 

## Vấn đề phát sinh
Khi sử dụng để tính lạm phát hay sức mua tương đương, việc lựa chọn những loại hàng hoá phổ biến các khu vực khác nhau trong một khoảng thời gian (lạm phát) hay trong một khoảng không gian (sức mua tương đương) là một việc vô cùng khó khăn. 
Khi tính toán lạm phát, người ta cần sử dụng những hàng hoá xuất hiện ở nhiều thời điểm khác nhau và có tác dụng tương đương nhau đối với người tiêu dùng. Đây là một bài toán khó. Ví dụ, ô tô được sử dụng rất phổ biến trong thời đại hiện nay. Tuy nhiên, ô tô không được sử dụng vào năm 1900, khi xe ngựa vẫn được sử dụng làm phương tiện di chuyển. Vì vậy, cho dù ngành vận chuyển rất quan trọng, việc đưa ô tô vào “giỏ” này trở thành một vấn đề. Vấn đề này xảy ra trong một khoảng thời gian ngắn do khái niệm về “ô tô” thay đổi theo thời gian. Những chiếc xe hiện nay có thời gian sử dụng dài hơn, chạy nhanh hơn trước kia. Các nhà phân tích khi tính toán lạm phát thường sẽ bao gồm giao thông vận tải trong nhóm, tuy nhiên, họ cần xem xét sự khác nhau giữa các hình thức giao thông vận tải khác nhau. 
Khi sử dụng để tính toán sức mua tương đương, một số vấn đề tương tự cũng diễn ra. Ở những khu vực khác nhau trên thế giới, các loại hàng hóa khác nhau có thể có vai trò tương đương nhau trong nền kinh tế. Vì vậy, một nhà phân tích khi tính toán sức mua tương đương sẽ cần tính toán đến sản lượng gạo ở Trung Quốc và sản lượng ngô ở Hoa Kỳ. Bên cạnh đó, ngành thời trang và văn hóa cũng có thể quyết định sự khác nhau rất lớn về công dụng của một số hàng hóa cụ thể ở những không gian khác nhau. Ví dụ, thịt bò sẽ không có giá trị ở khu vực Ấn Độ giáo và thịt lợn không có giá trị ở những khu vực theo đạo Hồi. 
Một giải pháp cho những vấn đề này là sử dụng hai nhóm khác nhau và sử dụng giá trị trung bình của lạm phát/sức mua tương đương. Ví dụ, sử dụng một “giỏ” bao gồm những món hàng được mua bán trong năm 1900 và một “giỏ” với những hàng hóa thông dụng ngày nay. Sau khi tính toán giá trị của từng “giỏ”, chỉ số lạm phát trong một khoảng thời gian là giá trị tăng trung bình trong hai nhóm hàng. Một ứng dụng phổ biến của giá trị trung bình của hai nhóm hàng là chỉ số giảm phát GDP.